# Rome Adventure
Rome Adventure is een Amerikaanse romantische film uit 1962 onder regie van Delmer Daves. De film is gebaseerd op de roman Lovers Must Learn uit 1932 van Irving Fineman en werd destijds in Nederland uitgebracht onder de titel Liefhebben moet je leren.

## Verhaal
Prudence Bell is een jongedame die werkt in een bibliotheek en dreigt te worden ontslagen omdat ze weigert haar favoriete boek uit de schappen te halen. Het boek wordt bestempeld als ongepast vanwege de vele liefdesperikelen. Om haar baas een stap voor te zijn, neemt ze ontslag en besluit ze een lange reis naar Rome te maken, op zoek naar dezelfde passie waar in het boek over wordt geschreven. Haar moeder regelt dat ze op de boot van de Verenigde Staten naar Italië gezelschap wordt gehouden door een jonge student geschiedenis, Albert Stillwell. Prudence verwart de saaie Albert echter met Roberto Orlandi, een heuse romanticus. 
Eenmaal aangekomen in Rome krijgt ze een baan in de boekenwinkel van Daisy Bronson. In diezelfde periode ontmoet ze de Amerikaanse architect Don Porter, wiens vriendin Lyda Kent hem onlangs heeft verlaten voor een rijke man in Zwitserland. Prudence en Don worden verliefd op elkaar en verkennen samen de vele toeristische trekpleisters van Italië. Er dreigt roet in het eten worden gegooid wanneer Lyda onverwachts terugkeert naar Rome en haar relatie met Don wil herstellen.

## Rolverdeling
| Acteur                | Personage        |
| --------------------- | ---------------- |
| Suzanne Pleshette     | Prudence Bell    |
| Troy Donahue          | Don Porter       |
| Angie Dickinson       | Lyda Kent        |
| Rossano Brazzi        | Roberto Orlandi  |
| Constance Ford        | Daisy Bronson    |
| Al Hirt               | Al Hirt          |
| Hampton Fancher       | Albert Stillwell |
| Iphigenie Castiglioni | La Contessa      |
| Chad Everett          | Jongeman         |
| Gertrude Flynn        | Mevrouw Riggs    |
| Pamela Austin         | Agnes Hutton     |
| Lili Valenty          | Angelina         |

## Achtergrond
Aanvankelijk werd Natalie Wood gecast in de vrouwelijke hoofdrol. Hoofdrolspelers Suzanne Pleshette en Troy Donahue kregen tijdens de opnamen een relatie.
Het nummer Al di là dat werd opgevoerd in de film werd een groot succes en diende als Italiaanse inzending voor het Eurovisiesongfestival 1961.